# Megargel
La ville de Megargel (en anglais [ˈmiːɡɑːrɡəl]) est située dans le comté d'Archer, dans l’État du Texas, aux États-Unis. Sa population s’élevait à 203 habitants lors du recensement de 2010, estimée à 193 habitants en 2016.